# Rallicula
Rallicula Schlegel, 1871 è un genere di uccelli della famiglia dei Sarotruridi.

## Descrizione
Le specie di Rallicula sono grandi dai 21 ai 26 cm per gli esmeplari adulti, con un'apertura alare che va dagli 85 cm ai 118 cm ed un peso compreso fra gli 84g ed i 136g. Fra le varie specie, la R. rubra  è senz'altro la più piccola in dimensioni.
Il colore del piumaggio è per lo più marrone rossastro, con una nota molto più scura sul dorso dei maschi di R. rubra e per R. leuscopila. Altre specie hanno un colore marrone scuro, come per la R. carmichaeli. Il colore può anche essere un'alternaza fra marrone e nero, come nella R. f. forbesi del sud-est della Nuova Guinea o la R. f. steini dei monti Weyland. Si incontra anche un colore più scuro nella testa e la parte alta del dorso in molte specie, in particolare per i maschi, con sfumature più o meno tendenti al nero. Macchie (o strisce) scure sulla coda e la parte bassa del dorso si ritrovano nei maschi di praticamente tutte le specie, tranne per la R. leucospila, dove le strisce sono bianche.
Le diverse razze di R. fobesi mostrano una grande variazione da esemplare a esemplare; altrimenti le differenze di colorazione fra le specie sono generalmente minori.

## Distribuzione e habitat
Tutte le specie di Rallicula vivono in Nuova Guinea, distribuite lungo la dorsale montagnosa centrale e alcune isole circostanti. Nella parte occidentale della Nuova Guinea, la R. rubra è molto più diffusa della R. forbesi, la quale sembra totalmente assente dalle Snow Mountains. Vivono in genere in altitudine, fra i 1300 ed i 2700 m e le nicchie ecologiche che occupano sembrano dipendere dall'altitudine.

## Tassonomia
Comprende quattro specie, precedentemente classificate nel genere Rallina:
- Rallicula leucospila (Salvadori, 1876) - rallina striata;
- Rallicula rubra Schlegel, 1871 - rallina castana;
- Rallicula forbesi Sharpe, 1887 - rallina di Forbes;
- Rallicula mayri Hartert, 1930 - rallina di Mayr.

Questi uccelli, lunghi tra i 18 e i 25 cm, hanno un piumaggio prevalentemente castano o marrone, spesso screziato da macchie nere e bianche. Tutte e quattro le specie sono endemiche delle foreste e delle zone paludose della Nuova Guinea.